# Tortellà
Tortellà település Spanyolországban, Girona tartományban. Tortellà Montagut i Oix, Sales de Llierca és Argelaguer községekkel határos. Lakosainak száma 828 fő (2024).

## Népesség
A település népessége az elmúlt években az alábbi módon változott:
| Lakosok száma | 163  | 1583 | 1204 | 941  | 751  | 728  | 760  | 772  | 809  | 828  |
|               | 1717 | 1887 | 1936 | 1960 | 1986 | 2004 | 2009 | 2014 | 2019 | 2024 |